# 涅涅茨語
涅涅茨語（ненэцяʼ вада），旧称尤拉克语，是俄羅斯北部涅涅茨人使用的兩门紧密相关的語言︰凍原涅涅茨語和森林涅涅茨語。雖然它們被認為是同一種語言的兩種方言，但兩者分別很大且互通性很低。凍原涅涅茨語使用人數約30,000至40,000人，分布在从卡寧半島到葉尼塞河之间的區域，而森林涅涅茨語使用人數約1,000至1,500人，分布阿甘河、普爾河和納德姆河地區。
涅涅茨語归属于烏拉爾語系，与欧洲民族国家的国语芬蘭語、愛沙尼亞語、匈牙利語以及其他一些俄羅斯少數語言有远亲关系。凍原涅涅茨語受科米語和北漢特語影響，森林涅涅茨語受東漢特語影響，而兩者均受俄語影響。凍原涅涅茨語有比较完整的记录，因其具有原住民及少数民族语言的地位。其拼寫文字可追溯至20世紀30年代。而森林涅涅茨語的最早文字记录則在20世紀90年代，且记录不多。

## 外部連結
- Forest Nenets-English glossary
- The Russian-Nenets Audio Phrasebook
- Comparative Nenets-Nganasan dictionary (with Russian and English equivalents)